# Olivia Culpo
Olivia Frances Culpo, née le 8 mai 1992 à Cranston dans l’État de Rhode Island, est une actrice et mannequin américaine. En 2012, elle est élue Miss USA et Miss Univers 2012.

## Biographie
Olivia Frances Culpo est issue d'une fratrie de cinq enfants. Son père, restaurateur, est copropriétaire d'entreprises dans la région de Boston. Elle grandit dans le quartier d'Edgewood à Cranston. Du côté de sa mère, elle a des origines italienne avec une ascendance irlandaise,.
Culpo étudie à St. Mary Academy – Bay View (en) puis à l'Université de Boston mais n'est pas diplômée. Elle apprend à jouer du violoncelle à l'école primaire et joue dans plusieurs orchestre tels que Rhode Island Philharmonic Youth Orchestra, Rhode Island Philharmonic Chamber Ensemble, Bay View Orchestra et Rhode Island All-State Orchestra,. Elle fréquente l'institut international Brevard Music Center (en) à Brevard en Caroline du Nord pendant deux étés et se produit avec le Boston Accompanietta,.

## Carrière

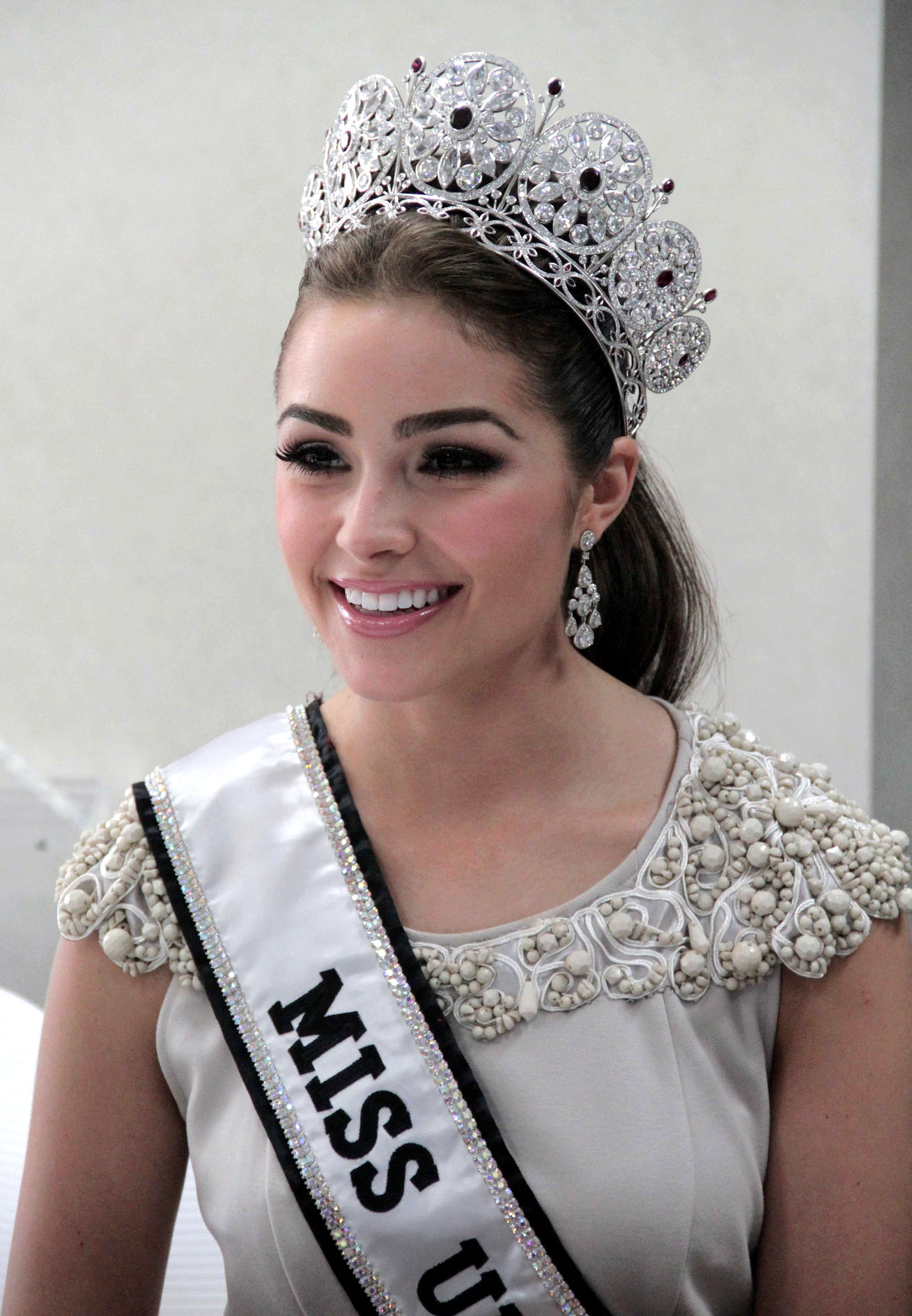
Olivia Culpo avec la couronne et l'écharpe de Miss Univers 2012, lors d'un déplacement officiel à Jakarta en Indonésie.

### Concours de beauté
Après avoir gagné le concours de Miss Rhode Island USA, elle participe et remporte l'élection de Miss USA le 3 juin 2012,.
Le 6 juillet 2012, la ville de Cranston, organise une cérémonie de retour pour Culpo. Lors de cette cérémonie qui s'est déroulée à l'hôtel de ville, le maire Allan Fung (en) lui remet les clés de la ville. Elle représente les États-Unis au concours de Miss Univers qui se déroule le 19 décembre 2012 à Las Vegas dans le Nevada. Elle décroche le titre de Miss Univers 2012 et devient la 8e Miss Univers représentant les États-Unis, succédant à Leila Lopes, Miss Univers 2011,.
En janvier 2013, lors d'un déplacement officiel à Jakarta en Indonésie, elle participe à une discussion avec les jeunes indonésiens afin de faire de la prévention sur le Virus de l'immunodéficience humaine pour le Fonds des Nations unies pour la population.

### Après le concours
Culpo devient une personnalité importante sur les réseaux sociaux à la suite de son élection et s'associe en tant qu'influenceuse aux marques L'Oréal, Kipling et überliss,.
Elle apparaît une première fois en couverture du magazine Sports Illustrated Swimsuit Issue en 2018 puis une seconde fois en 2020 aux côtés des mannequins Jasmine Sanders et Kate Bock.

## Vie privée
Entre 2013 et 2015, Culpo fréquente le chanteur américain Nick Jonas. Elle entretient une relation amoureuse avec l'athlète Tim Tebow jusqu'en novembre 2015. Elle commence une relation tumultueuse avec le footballeur Danny Amendola de février 2016 jusqu'en avril 2019. Depuis 2019, elle est en couple avec un autre joueur de football, Christian McCaffrey. Ils se marient le 29 juin 2024 à Watch Hill (Rhode Island) (en).

## Filmographie

### Cinéma
- 2014 : Triple Alliance : Raven
- 2017 : American Satan : Gretchen
- 2018 : I Feel Pretty : Hope
- 2018 : Représailles : Christina
- 2020 : The Swing of Things : Laura Jane
- 2021 : Venus as a Boy : Ruby

### Télévision
- 2021 : Paradise City : Gretchen (8 épisodes)